# Гула (гора)
Гула (лат. Gula Mons, 22° пн. ш. 359° сх. д. / 22° пн. ш. 359° сх. д.) — це щитовий вулкан в північно-західній частині області Ейстли на Венері. Гора розміщена на північному кінці лінії Гуор (лат. Guor Linea). Гора піднімається на 3.2 км, і має еліптичну основу з розмірами 310 на 150 км.
Гора отримала назву по імені шумерської богині зцілення.. Поруч із богинею зцілення зображався її сакральний пес, чи навіть богиня приймала образ собаки.
Гула і Сіф є подібними вулканами, незважаючи на те що розташовані за 700 км один від одного. Гула сформувалася на перетині двох основних рифтових зон, Сіф, як вважається, розміщений на подібному рифті. Ймовірно, обидва вулкани сформувалися як гарячі точки за рахунок підняття мантійних плюмів.

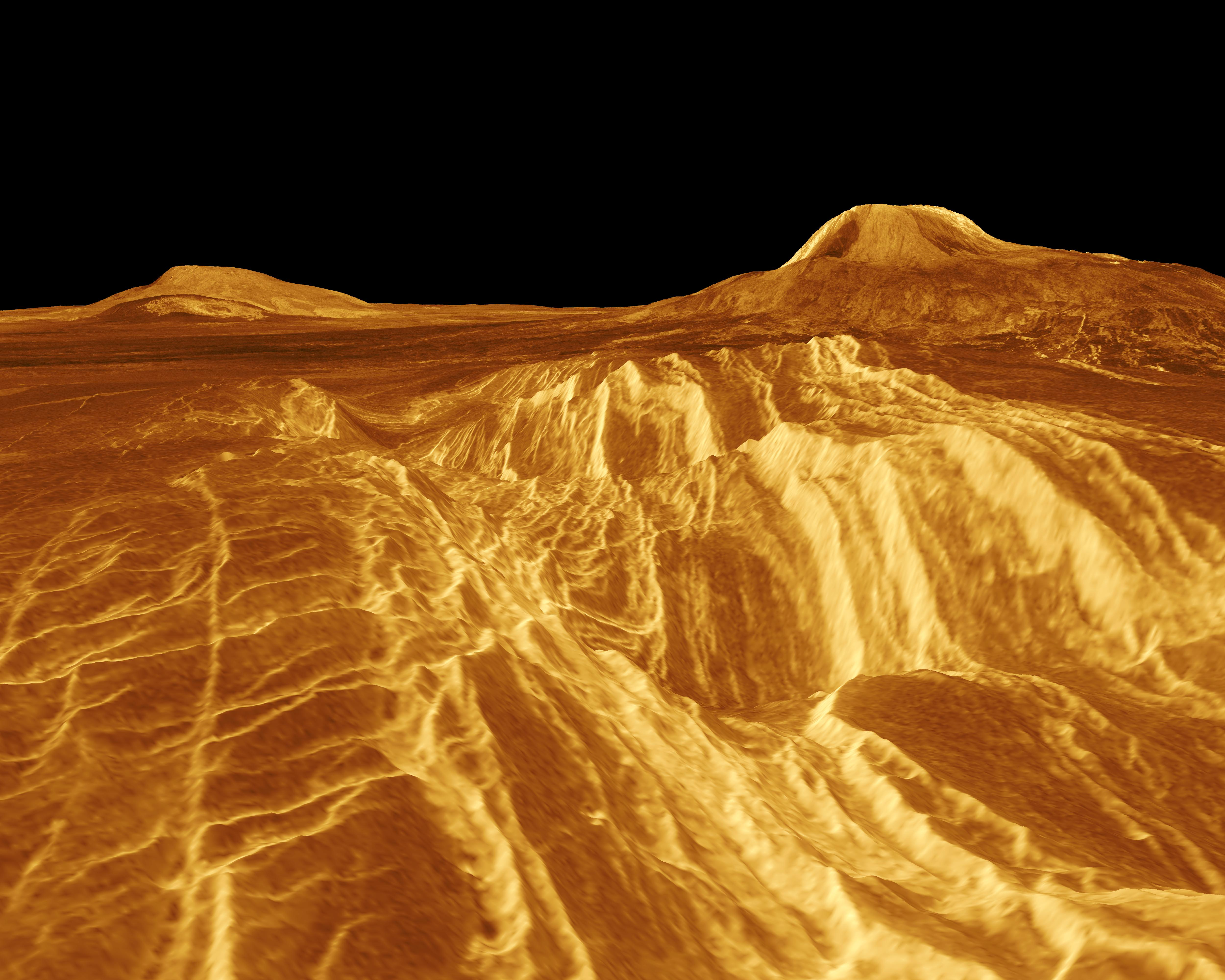
Трьохвимірна візуалізація виду на область Ейстли створена з використанням даних радара космічного апарата Магеллан. Гора Сіф видна зліва, гора Гула — справа.

Гора Гула має складну історію, про що свідчить складний рельєф вершини гори. Вершина гори має кілька кальдер, сліди обвалів, а також розлом, що проходить через дві кальдери і розташований під кутом до лінії Гуора.